# Переверзев, Леонид Борисович
Леонид Борисович Переве́рзев (18 октября 1930—18 марта 2006, Москва) — джазовый музыковед, журналист, теоретик дизайна.
С 17 лет на заводе 666 принимал участие в разработке первых советских промышленных счетчиков Гейгера. Работал над проблемами предсказания землетрясений и аварийных выбросов угля и газа из шахт.
Последние 20 лет — зав. лабораторией философии и дизайна образования ИНТ (Института новых технологий образования, Москва).
Автор более 550 работ в области теории и истории различных видов искусств, теоретического искусствознания, а также различных сфер науки и техники.
Так, в 60-е годы событием стал выход книги Леонида Переверзева «Искусство и кибернетика», где впервые в отечественной литературе был поставлен вопрос о взаимоотношениях искусствознания и кибернетики. Книга была с интересом и одобрением встречена эстетиками и теоретиками искусства А. Ф. Лосевым, Вяч. Вс. Ивановым, В. Н. Турбиным, обстоятельный анализ книги был дан М. А. Сапаровым в журнале «Искусство»
Однако основной массив публикаций и лекций Леонида Переверзева посвящён дизайну и джазу, истории поп- и рок-музыки.
В 1965-67 годах совместно с Алексеем Баташевым провел цикл лекций о джазе в рамках Общества «Знание» в Большой аудитории Политехнического музея.
Журнал «Смена» назвал его «идеологическим богом московских джазоманов».

Его негромкая гладкая речь вела нас в потаенные области эстетики и философии, открытые ещё не читанными в те поры отечественными и мировыми корифеями. Он цитировал их по памяти на языках оригиналов, и казалось, что его эрудиция не ведает границ. Звучала безупречного качества покоряющая музыка, на экране сменяли один другого лица легендарных джазменов. Переверзев первым дал нам научное и художественное описание джаза, познакомил с его шедеврами, выстроил его иерархию. Я считаю его своим учителем.
В начале 60-х он написал книгу о джазе, которую отказались публиковать и которую он хотел, подобно Гоголю, уничтожить. Я был в числе тех, кто спасал рукопись от огня, заново перепечатывал у машинисток, и в конце концов значительная часть её увидела свет в номерах «Музыкальной жизни». Зато когда издательству «Знание» потребовалось выпустить книжку об искусстве и темной ещё кибернетике, Леонид оказался единственным, кто взялся за это и выполнил работу блистательно, да ещё остроумно проиллюстрировал её рисунками первобытных художников. Ему чудом удавалось быть на переднем крае мировой науки, поэтому, когда среди музыковедов возникало замешательство, беспроигрышным решением оказывался простой совет: «Спросите у Переверзева».
Алексей Баташев

Похоронен на Ваганьковском кладбище

## Работы
- Искусство и кибернетика. М.:Искусство, 1966.
- Гряди, Воскресенье: христианские мотивы в джазе Дюка Эллингтона. Импровизационная компиляция.
- What Am I Here For: для чего я здесь? Дюк Эллингтон как экзистенция джаза (К столетию со дня рождения)
- Дюк Эллингтон: Hot & Sweet (надежда на разрешение оппозиций)
- Переверзев Л. Б. Приношение Эллингтону и другие тексты о джазе. — СПб.: Планета Музыки, 2011. — 512 с. — ISBN 978-5-8114-1229-7.

Другие публикации о джазе 
- Интервью радиостанции Свобода
- Л.Переверзев о Достоевском и Бахтине, 1982
- Леонид Утесов: «Большой весёлый ребёнок»
- Персональная страница